# Jeu de rôle sexuel
Pour les articles homonymes, voir jeu de rôle (homonymie).

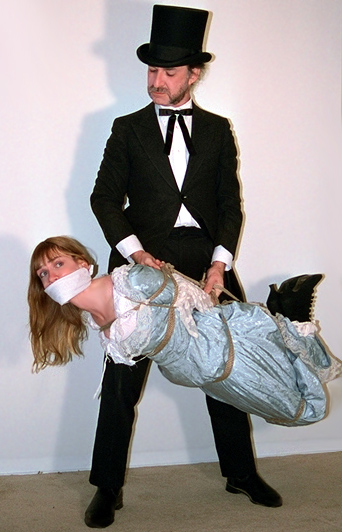
Scène de bondage avec costumes.

Le jeu de rôle sexuel est une forme érotique de jeu de rôle. Il s'agit d'un jeu d'attitude sexuelle dans lequel deux ou plusieurs individus endossent un rôle dans le but de réaliser un fantasme. Le sérieux du jeu de rôle dépend des individus impliqués, et le contexte peut être simple ou élaboré, et peut même être entrepris à l'aide d'un scénario et de costumes.
La popularité d'Internet a également permis des rencontres en ligne de type sexuel, connues sous le terme « cybersexe », pouvant impliquer les jeux de rôle. Cela peut être considéré comme dangereux ; un « safeword » est conseillé pour pratiquer de tels actes en toute sécurité.

## Caractéristiques
Le jeu de rôle sexuel est une méthode permettant d'accroître le désir sexuel en simulant un scénario. D'une manière basique, le jeu de rôle sexuel est un jeu de séduction dans lequel les partenaires endossent le rôle et les habits de différents personnages. Un partenaire peut par exemple endosser le rôle du docteur, pendant que son autre partenaire endosse le rôle du patient. Le jeu de rôle sexuel peut également s'effectuer lors d'actes sexuels,,. Ce type de jeu de rôle crée une sorte d'inimité entre les partenaires.
La majeure partie des jeux de rôle sexuels impliquent de différents statuts et exposent un aspect de BDSM. Les rôles représentent des positions dominantes ou non. Certains individus, comme ceux ayant un train de vie de style Goréen peuvent utiliser leur propre imagination. L'individu qui contrôle est souvent nommé « dominant » alors que l'individu contrôlé est nommé « soumis ».

## Scénarios

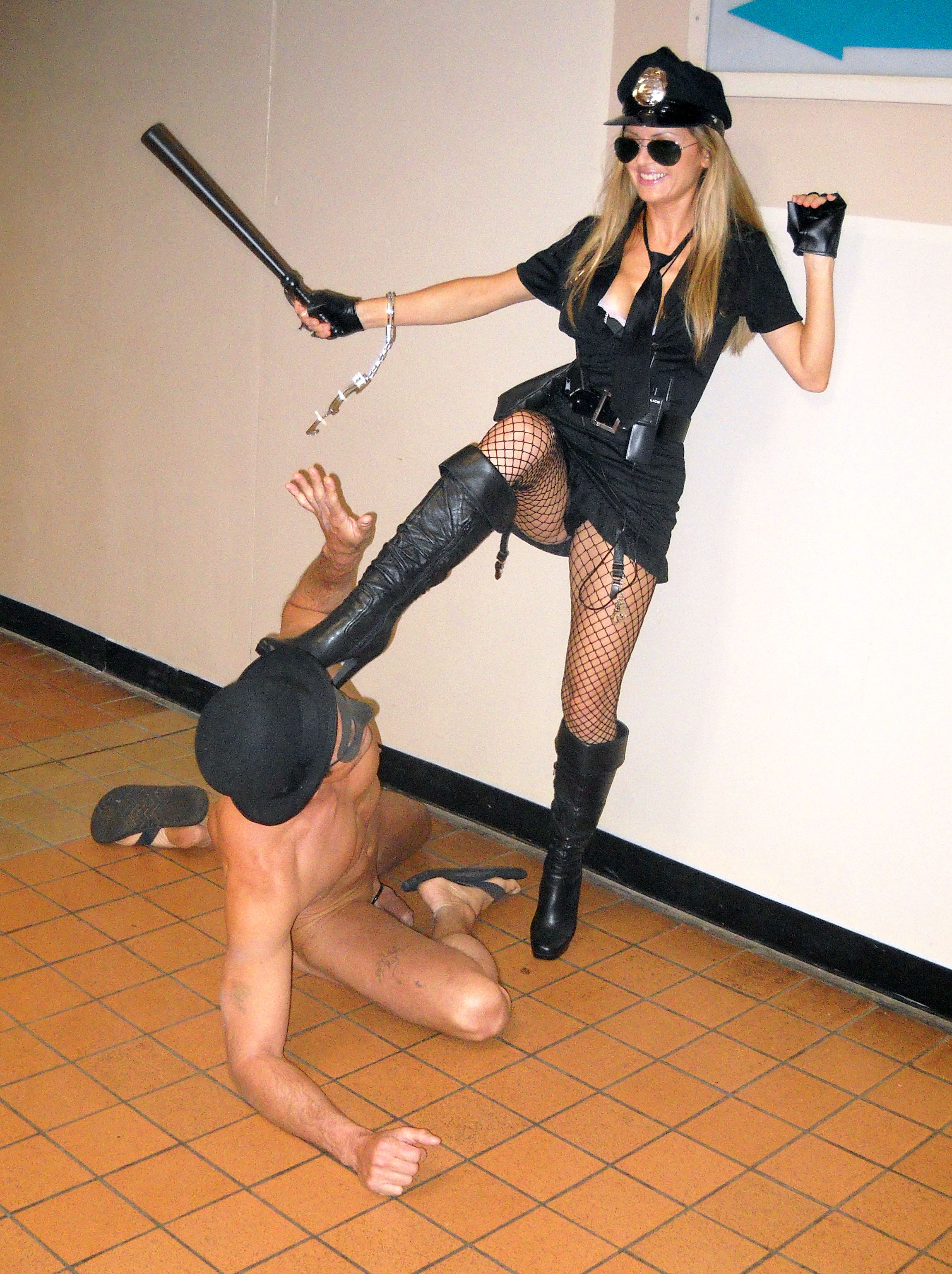
Officier de police dominant un bandit dans un jeu de rôle sexuel.

Il existe un bon nombre de scénarios qui peuvent impliquer le jeu de rôle sexuel. La sexologue Gloria Brame liste les scénarios suivants :
- Fantasme du kidnapping – le soumis est attaché (ligoté, menotté) et bâillonné avant tout acte sexuel[6].
- Fantasme du viol – lorsqu'un individu est violé à son insu[6].
- Fétichisme de l'uniforme – un participant s'habille en uniforme (étudiant, pom-pom girl, soubrette), alors que le dominant joue un rôle autoritaire (parent, professeur, coach, agent de police)[6].
- Fantasmes médicaux – impliquant docteurs, infirmières et patients[6].
- Jeu de rôle animal – lorsque l'un des joueurs est traité comme un animal domestique comme un chien ou un cheval[6].
- Maître/servant – lorsque l'un des joueurs est la propriété de son maître[6].
- Maton/prisonnier – lorsque l'un des joueurs est maton et qu'il abuse le prisonnier[6].
- Propriétaire/objet inanimé – lorsque le soumis sert de meuble humain[6].

## Célébrités
Certaines célébrités ont partagé leur avis sur le jeu de rôle sexuel. Des artistes telles que Christina Aguilera, Katy Perry et Russell Brand ont avoué adorer ce type de jeu. Christina révèle même s'habiller de manière différente, les habits d'infirmière étant ses préférés, durant l'acte sexuel et selon ses envies.